# Mohamed Konaté (ur. 1997)
Mohamed Konaté (ur. 12 grudnia 1997 w Odienné) – burkiński piłkarz pochodzenia iworyjskiego grający na pozycji napastnika. Od 2021 jest piłkarzem klubu Achmat Grozny.

## Kariera klubowa
Swoją karierę piłkarską Konaté rozpoczynał w juniorach klubu AS Denguélé. W 2016 roku wyjechał do Rosji i został zawodnikiem Urału Jekaterynburg. 22 października 2016 zadebiutował w jego barwach w Priemjer-Lidze w przegranym 0:1 domowym meczu ze Spartakiem Moskwa. Zawodnikiem Urału był przez rok.
W styczniu 2017 Konaté przeszedł na zasadzie wolnego transferu do łotewskiego klubu SK Babīte. Swój debiut w nim zaliczył 22 kwietnia 2017 w zremisowanym 2:2 wyjazdowym meczu ze Spartaksem Jurmała. W debiucie zdobył gola i był to zarazem jego jedyny mecz w SK Babīte. Następnie przez drugą połowę 2017 roku był zawodnikiem kazachskiego Kajrat-Akademija Ałmaty.
W styczniu 2018 Konaté przeszedł do białoruskiego klubu FK Homel. W nim swój debiut zaliczył 31 marca 2018 w zremisowanym 0:0 domowym spotkaniu z FK Słuck. Zawodnikiem Homelu był przez pół roku.
W lipcu 2018 Konaté został zawodnikiem ormiańskiego klubu Piunik Erywań. Zadebiutował w nim 19 sierpnia 2018 w zwycięskim 3:1 domowym meczu z Araratem-Armenia Erywań. W debiucie zdobył bramkę. W sezonie 2018/2019 wywalczył z Piunikiem wicemistrzostwo Armenii.
W lipcu 2019 roku Konaté odszedł z Piunika do rosyjskiego FK Tambow. Swój debiut w nim zaliczył 4 sierpnia 2019 w przegranym 0:1 domowym meczu z Arsienałem Tuła. W Tambowie grał przez dwa miesiące.
We wrześniu 2019 Konaté przeszedł do FK Chimki, a 8 września 2019 zadebiutował w nim w Pierwyj diwizion w przegranym 0:1 wyjazdowym spotkaniu z Torpedem Moskwa. W sezonie 2019/2020 awansował z Chimki do Priemjer-Ligi.
W lipcu 2021 Konaté podpisał kontrakt z Achmatem Grozny. Swój debiut w Achmacie zanotował 25 lipca 2021 w zwycięskim 2:1 wyjazdowym meczu z Krylją Sowietow Samara. W debiucie strzelił gola.
| Sezon   | Klub                    | Kraj       | Rozgrywki        | Mecze | Gole |
| ------- | ----------------------- | ---------- | ---------------- | ----- | ---- |
| 2016/17 | Urał Jekaterynburg      | Rosja      | Priemjer-Liga    | 4     | 0    |
| 2017    | SK Babīte               | Łotwa      | Virslīga         | 1     | 1    |
| 2017    | Kajrat-Akademija Ałmaty | Kazachstan | Byrynszy liga    | 12    | 3    |
| 2018    | FK Homel                | Białoruś   | Wyszejszaja liha | 12    | 2    |
| 2018/19 | Piunik Erywań           | Armenia    | Barcragujn chumb | 15    | 6    |
| 2019/20 | FK Tambow               | Rosja      | Priemjer-Liga    | 2     | 0    |
| 2019/20 | FK Chimki               | Rosja      | Pierwyj diwizion | 8     | 0    |
| 2020/21 | FK Chimki               | Rosja      | Priemjer-Liga    | 26    | 3    |

## Kariera reprezentacyjna
W reprezentacji Burkiny Faso Konaté zadebiutował 9 października 2020 w wygranym 3:0 towarzyskim meczu z Demokratyczną Republiką Konga, rozegranym w Al-Dżadida. W 2022 roku został powołany do kadry na Puchar Narodów Afryki 2021.